# Safariland
Safariland – blant negre og ville dyr i Øst-Afrika är en norsk dokumentärfilm i färg från 1952 i regi av Arne Hverven.

## Handling
Filmen skildrar en resa till Östafrika. Via Bromma Flygfält tar sig resesällskapet efter ett kortare uppehåll i Genève sig till Nice och därefter till Monte Carlo, Rom och Aten. Man flyger därifrån över Nilen och landar i Kenyas huvudstad Nairobi. Livet i Nairobi skildras innan resesällskapet tar sig inåt landet för att skildra lokalbefolkningens levnadsvanor. Man besöker Masajer, som först är fientligt inställda till filmteamet, men som sedan blir alltmer vänskapliga. Filmen dokumenterar även landets djurliv. Därefter reser man till hamnstaden Mombasa.

## Om filmen
Hverven producerade filmen för bolaget Artfilm och var även fotograf och klippare. Reidar Lunde är filmens kommentatorsröst. Filmen hade premiär den 17 januari 1952 i Oslo. Den distribuerades av Fotorama.